# Marisa Field
Marisa Field (Comox, 10 luglio 1987) è una pallavolista canadese, di ruolo centrale.

## Carriera

### Club
La carriera di Marisa Field inizia a livello universitario, giocando un'annata con la Okanagan UC e poi con la UBC Okanagan, prima di approdare al programma della British Columbia, con la quale partecipa a tre edizioni del CIS, vincendone due.
Nella stagione 2009-10 approda in Europa, iniziando la carriera professionistica nella Superliga Femenina de Voleibol spagnola col Las Palmas. Nelle due annate successive è invece impegnata nella 1. Bundesliga tedesca col Sinsheim, per poi essere ingaggiata nella Ligue A francese dall'Istres.
Nella stagione 2013-14 ritorna in Germania, ma questa volta per giocare nel Suhl, col quale raggiunge la finale della coppa nazionale, mentre nella stagione successiva gioca per il Neuchâtel, classificandosi al terzo posto nella Lega Nazionale A svizzera.
Nel campionato 2015-16 approda invece nell'A1 Ethnikī greca, dove difende i colori del Panathīnaïkos, finendo tuttavia l'annata nell'Elitserien svedese, con cui vince lo scudetto con l'Engelholms, e facendo quindi ritorno nel campionato seguente al Panathīnaïkos.
Gioca quindi nelle Filippine, partecipando alla PSL Grand Prix Conference 2017 con il Sta. Lucia. Nella stagione 2018-19 è nella rinominata Volley League greca, vestendo la maglia del Thīras, mentre nella stagione seguente è ancora in Grecia, ma nella divisione cadetta, difendendo i colori dell'Argyroupolīs.

### Nazionale
Dal 2008 entra a par parte del giro della nazionale canadese, con la quale, pur non vincendo alcun trofeo, partecipa a diverse competizioni, venendo eletta miglior muro al campionato nordamericano 2011.

## Palmarès

### Club
- U Sports: 2

2008, 2009

### Premi individuali
- 2011 - Campionato nordamericano: Miglior muro